# Rita Reysbrug
De Rita Reysbrug (brugnummer 1866) is een vaste brug in Slotervaart, Amsterdam Nieuw-West
De brug werd aangelegd ter ontsluiting van een wijk, waarvan de namen vernoemd zijn naar jazzmusici als Chet Baker, Duke Ellington en Count Basie. De brug werd eind jaren begin jaren negentig aangelegd en dient tot verbinding van de Chet Bakerstraat en Duke Ellingtonstraat naar de Johan Huizingalaan en overspant een naamloze ringvaart om de wijk. De brug met een flauwe welving is alleen toegankelijk voor voetgangers en fietsers. 
De brug ging tot januari 2017 naamloos door het leven. In een actie van de gemeente Amsterdam om naamloze bruggen alsnog van een naam te voorzien kon de bevolking voorstellen indienen, waarbij als voorwaarde werd gesteld dat de naamstelling iets met de brug of buurt te maken had. De nieuwe naam van dit bouwwerk, vernoemd naar jazz-zangeres Rita Reys werd in januari 2017 bekendgemaakt. De gemeente maakte daarbij een uitzondering op de regel geen straten etc. te vernoemen naar personen die nog geen vijf jaar dood zij, Rita Reys overleed in 2013. Haar eerste man Wessel Ilcken is in deze buurt ook naamdrager van een straat. Per gelijke datum kreeg de wijk een Bessie Smithbrug (1867) en Pia Beckbrug (1868).

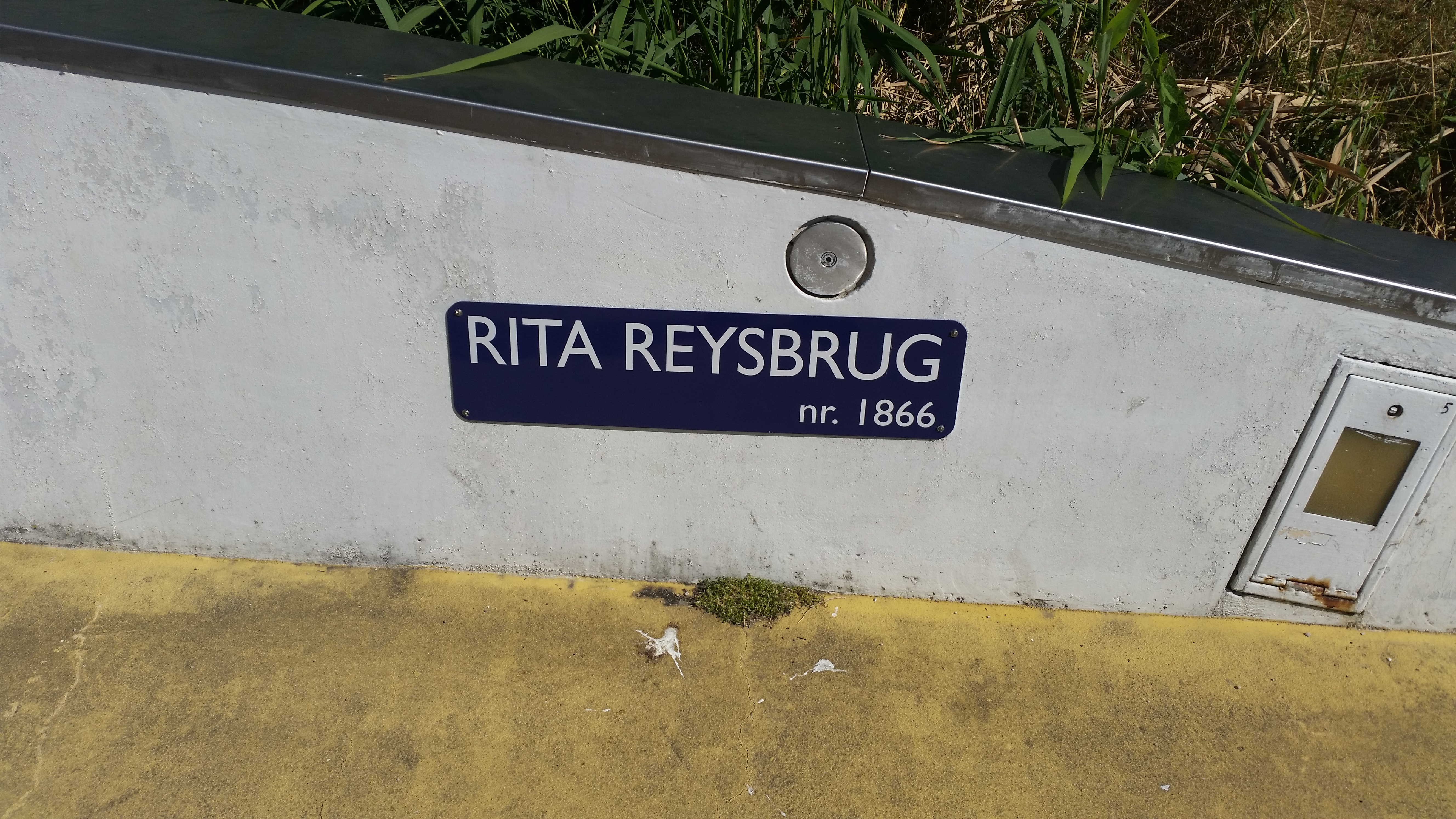
Naamplaat (juni 2018)

<<< · 1800 · 1801 · 1802 · 1803 · 1804 · 1805 · 1806 · 1807 · 1808 · 1809 ·  1810 · 1811 · 1812 · 1813 · 1814 · 1815 · 1816 · 1818 · 1819 · 1820 · 1821 · 1822 · 1823 · 1824 · 1826 · 1827 · 1828 · 1829 · 1830 · 1831 · 1832 · 1833 · 1834 · 1835 · 1836 · 1837 · 1838 · 1839 · 1840 · 1841 · 1842 · 1843 · 1844 · 1845 · 1846 · 1847 · 1848 · 1849 · 1850 · 1851 · 1852 · 1853 · 1854 · 1855 · 1856 · 1857 · 1858 · 1859 · 1860 · 1861 · 1862 · 1863 · 1864 · 1865 · 1866 · 1867 · 1868 · 1869 ·  1870 · 1871 · 1872 · 1873 · 1874 · 1875 · 1876 · 1877 · 1879 ·  1880 · 1881 · 1882 · 1883 · 1884 · 1885 · 1886 · 1888 · 1889 · 1890 · 1891 · 1892 · 1893 · 1894 · 1895 · 1896 · 1897 · 1898 · 1899 · >>>
Brugnummers 1817, Brug 1819, 1820, 1825, 1878, 1887  zijn niet (meer) vergeven.